# Julian Gościcki
Julian Gościcki (ur. 5 listopada 1903 w Tulibowie, zm. wrzesień 1939) – inżynier rolnik, działacz społeczny, porucznik intendent Wojska Polskiego.

## Życiorys
Urodził się w rodzinie ziemiańskiej. Był synem Stefana Gościckiego i Marianny z domu Mieczkowskiej (1872–1944). Egzamin dojrzałości zdał po ukończeniu gimnazjum w Płocku.
W 1920 wstąpił jako ochotnik do 201 Ochotniczego pułku szwoleżerów Wojska Polskiego. Jako szwoleżer płockiego 4 szwadronu dowodzonego przez Jana Zarzeckiego, służył w I plutonie, którym dowodził Adam Gorski i brał czynny udział w wojnie polsko-bolszewickiej. Ponadto współfinansował wyposażenie innych żołnierzy kawalerii. Za udział w walkach został odznaczony Krzyżem Walecznych.
W 1926 ukończył studia w Szkole Nauk Politycznych oraz w Szkole Głównej Gospodarstwa Wiejskiego w Warszawie na Wydziale Rolniczym.
Po ukończeniu studiów z powodzeniem zarządzał rodzinnymi majątkami w Tulibowie, Glewie i Grochowalsku. Założył i prowadził jedną z większych hodowli rodowodowych świń rasy angielskiej w regionie należącą do Związku Hodowców Trzody Chlewnej w Warszawie. Prowadzona przez niego hodowla krów mlecznych rasy nizinnej czarno-białej, należała do jednej z najbardziej efektywnych w powiecie lipnowskim.
Zaangażowany w działalność społeczną oraz naukową. Był jednym z współzałożycieli Koła Rolniczego w Grochowalsku zarejestrowanego w 1930 oraz jednym z inicjatorów i członkiem zarządu utworzonego w 1929 Oddziału Regionalno-Naukowego. W latach 1934–1939 był prezesem Ochotniczej Straży Pożarnej w Grochowalsku. Z jego inicjatywy i przy jego wsparciu finansowym w latach 30 XX w. zbudowano murowaną remizę. Jako prezes Włocławskiej Spółdzielni Rolniczo-Handlowej był orędownikiem rozwoju spółdzielczości.
Na stopień porucznika został awansowany ze starszeństwem z dniem 1 stycznia 1938 i 23. lokatą w korpusie oficerów rezerwy intendentów.
W sierpniu 1939 został zmobilizowany do 63 pułku piechoty. W trakcie kampanii wrześniowej brał udział w bitwie nad Bzurą, w której zginął. Jego ciała nigdy nie odnaleziono.

## Upamiętnienie
- Przed kościołem Podwyższenia Krzyża Świętego w Grochowalsku znajduje się pomnik, upamiętniający Juliana Gościckiego i jego ojca Stefana Gościckiego, który został odsłonięty 11 września 2016[13].

## Ordery i odznaczenia
- Krzyż Walecznych